# Sirine Mohamed
Sirine Mohamed (* 3. März 2003) ist ein algerischer Leichtathlet, der sich auf das Kugelstoßen spezialisiert hat.

## Sportliche Laufbahn
Erste internationale Erfahrungen sammelte Sirine Mohamed im Jahr 2022, als er bei den Arabischen U20-Meisterschaften in Radès mit einer Weite von 15,37 m den vierten Platz belegte. Im Jahr darauf belegte er bei den Panarabischen Spielen in Algier mit 14,95 m den fünften Platz und 2025 gewann er bei den Arabischen Meisterschaften in Oran mit 16,68 m die Bronzemedaille hinter dem Saudi-Araber Mohammed Tolo und Djibrine Adoum Ahmat aus Katar gewann. 
2024 wurde Mohamed algerischer Meister im Kugelstoßen.